# Budapest Challenger 1996
Il Budapest Challenger 1996 è stato un torneo di tennis facente parte della categoria ATP Challenger Series nell'ambito dell'ATP Challenger Series 1996. Il torneo si è giocato a Budapest in Ungheria dal 20 al 26 maggio 1996 su campi in terra rossa.

## Vincitori

### Singolare
Hernán Gumy ha battuto in finale  Karim Alami con il punteggio di 2–6, 6–2, 6–3

### Doppio
Nuno Marques /  Tom Vanhoudt hanno battuto in finale  Eyal Ran /  Laurence Tieleman con il punteggio di 6–4, 6–1